# Rejon idriński
Rejon idriński (ros. И́дринский райо́н, Idrinskij rajon) – rejon administracyjny i komunalny Kraju Krasnojarskiego w Rosji. Centrum administracyjnym rejonu jest wieś Idrinskoje, której ludność stanowi 36,3% populacji rejonu. Został on utworzony 4 kwietnia 1924 roku.

## Położenie
Rejon ma powierzchnię 6 115 km² i znajduje się w południowej części Kraju Krasnojarskiego, granicząc na północy z rejonem bałachtińskim, na wschodzie i południu z rejonem kuragińskim, a na zachodzie z rejonem krasnoturańskim.

Rejon usytuowany jest na prawym brzegu rzeki Jenisej.

## Ludność
W 1989 roku rejon ten liczył 17 780 mieszkańców, w 2002 roku 15 399, w 2010 roku 12 476, a w 2011 liczba mieszkańców spadła do 12 309 osób.

## Podział administracyjny
Administracyjnie rejon  dzieli się na 16 sielsowietów.